# Гамзе Яман
Гамзе Нур Яман (тур. Gamze Nur Yaman; нар. 25 квітня 1999, Газіосманпаша, Стамбул, Туреччина) — турецька футболістка, воротар харківського клубу «Житлобуд-1» і національної збірної Туреччини. Також виступала за молодіжну збірну Туреччини.

## Ранні роки
Народилася 25 квітня 1999 року в Газіосманпаші, Стамбул.

## Клубна кар'єра
30 травня 2015 року офіційно зареєстрована як гравчиня «Бешикташа». У сезоні 2014/15 років дебютувала в Третій лізі Туреччини. Вигавши чемпіонат, «Бешикташ» отримав право у сезоні 2015/16 років виступати в Другій лізі Туреччини. Столичний клуб виграв і Другу лігу, завдяки чому в сезоні 2016/17 років отримав право виступати в Першій лізі Туреччини.
У команді виступала на позиції воротаря. За підсумками сезону 2018/19 років «Бешикташ» виграв Першу лігу Туреччини.
Наприкінці вересня 2019 року перейшла до «ALG Spor» з Газіантеп. Провела в команді два сезони.
21 вересня 2020 року приєдналася до «Житлобуду-1», який виступав у Вищій лізі України. У футболці харківського клубу дебютувала 2 листопада 2020 року в переможному (5:0) виїзному поєдинку 8-го туру Вищої ліги України проти вінницького «ЕСМ-Поділля». Гамзе вийшла на поле в стартовому складі та відіграла увесь матч.

## Кар'єра в збірній

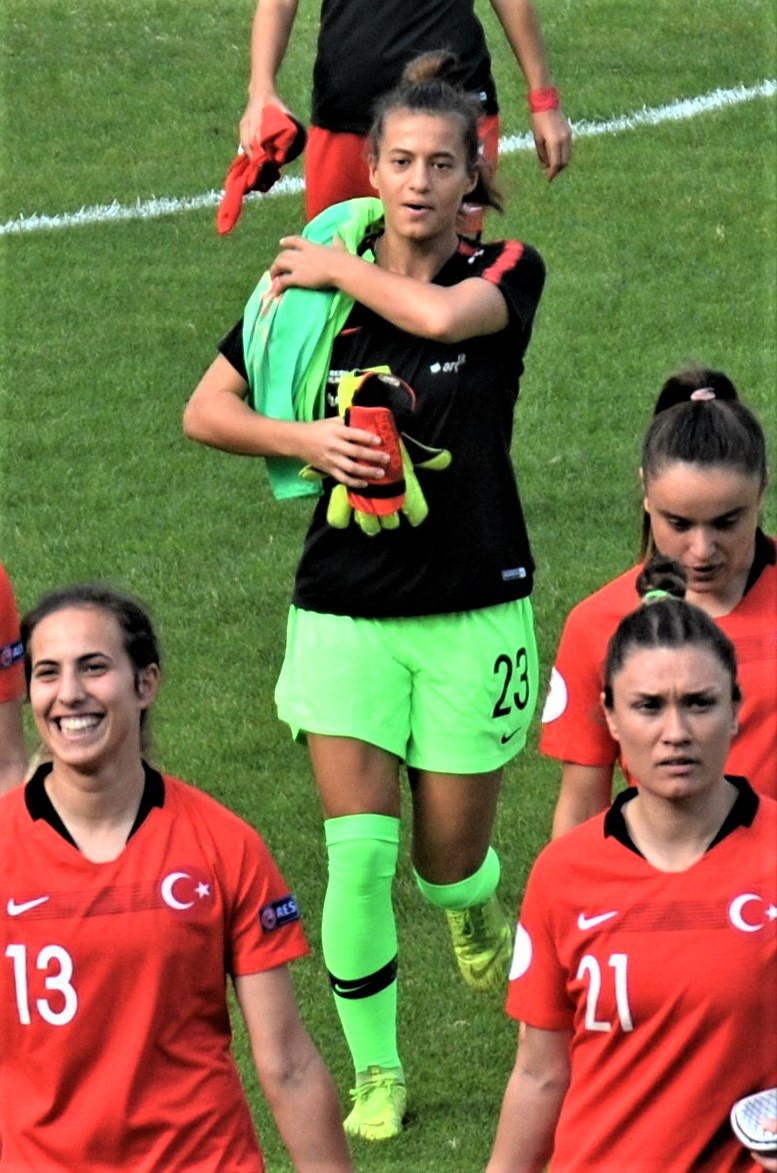
Гамзе Нур Яман (посередині) у футболці національної збірної Туреччини (жовтень 2019)

Виступала за молодіжну збірну Туреччини (WU-19), у футболці якої дебютувала 9 червня 2016 року на Турнірі розвитку УЄФА в поєдинку проти одноліток зі Словенії. Молодіжна збірна Туреччини виграла вище вказаний турнір.
Знову отримала виклик до молодіжної збірної для участі в матчах 10-ї групи кваліфікації молодіжного жіночого чемпіонату Європи 2017 року. Провела один поєдинок у групі 10 кваліфікації молодіжного жіночого чемпіонату Європи 2018 року, а також зіграла 3 матчі в 4-й групі еліт-раунду кваліфікації молодіжного жіночого чемпіонату Європи 2018 року.
У футболці національної збірної Туреччини дебютувала 11 листопада 2018 року в товариському поєдинку проти Грузії. Зіграла у трьох матчах кваліфікації чемпіонату Європи 2021 року.

## Статистика виступів

### Клубна
Станом на 2 грудня 2020
| Клуб               | Сезон              | Ліга               | Ліга  | Ліга | Єврокубки | Єврокубки | Нац. кубок | Нац. кубок | Загалом | Загалом |
| Клуб               | Сезон              | Дивізіон           | Матчі | Голи | Матчі     | Голи      | Матчі      | Голи       | Матчі   | Голи    |
| ------------------ | ------------------ | ------------------ | ----- | ---- | --------- | --------- | ---------- | ---------- | ------- | ------- |
| «Бешикташ»         | 2014–15            | Третя ліга         | 4     | 0    | –         | –         | 0          | 0          | 4       | 0       |
| «Бешикташ»         | 2015–16            | Друга ліга         | 9     | 0    | –         | –         | 3          | 0          | 12      | 0       |
| «Бешикташ»         | 2016–17            | Перша ліга         | 3     | 0    | –         | –         | 5          | 0          | 8       | 0       |
| «Бешикташ»         | 2017–18            | Перша ліга         | 7     | 0    | –         | –         | 11         | 0          | 18      | 0       |
| «Бешикташ»         | 2018–19            | Перша ліга         | 6     | 0    | –         | –         | 0          | 0          | 6       | 0       |
| Загалом            | Загалом            | Загалом            | 29    | 0    | —         | —         | 19         | 0          | 48      | 0       |
| ALG Spor           | 2019–20            | Перша ліга         | 9     | 1    | –         | –         | 2          | 0          | 11      | 0       |
| ALG Spor           | 2020–21            | Перша ліга         | 0     | 0    | –         | –         | 1          | 0          | 1       | 0       |
| ALG Spor           | Загалом            | Загалом            | 9     | 1    | —         | —         | 3          | 0          | 12      | 1       |
| «Житлобуд-1»       | 2020–21            | Вища ліга України  | 2     | 0    | –         | –         | 2          | 0          | 4       | 0       |
| «Житлобуд-1»       | Загалом            | Загалом            | 2     | 0    | —         | —         | 2          | 0          | 4       | 0       |
| Загалом за кар'єру | Загалом за кар'єру | Загалом за кар'єру | 40    | 1    | 0         | 0         | 24         | 0          | 64      | 1       |

## Досягнення

### Клубні
«Бешикташ»
- Перша ліга Туреччини
  -  Чемпіон (1): 2018/19
  -  Срібний призер (2): 2016/17, 2017/18

- Друга ліга Туреччини
  -  Чемпіон (1): 2015/16

- Третя ліга Туреччини
  -  Чемпіон (1): 2014/15

### Збірна
молодіжна збірна Туреччини (WU-19)
- Турнір розвитку УЄФА
  -  Чемпіон (1): 2016